# بينيتا إبستاين
بينيتا إبستاين (بالإنجليزية: Benita Epstein)‏ هي فنانة قصص مصورة ورسامة كارتون أمريكية، ولدت في 1950.